# 愛上萊特
《愛上萊特》是一本美國小說，作者為南西·霍蘭，發行於2007年（精裝本）。敘述梅瑪·布斯威克與著名建築師法蘭克·洛伊·萊特的引人非議的不倫戀情，在二十世紀早期的美國飽受公眾的羞辱。世人對於梅瑪的瞭解甚少，作者南西·霍蘭久居於橡樹園，由於地緣關係，她對梅瑪進行了一番的研究，在此小說中，以新的角度來描述這段不被祝福的戀情。此書以梅瑪為第一人稱書寫，描述了她與萊特關係密切的1907年至1914年這段時光。經由兩位主角對藝術的熱情與觀感，以及多次的旅行，小說表現出當代美國、歐洲的社會習俗，並且可一窺法蘭克·洛伊·萊特對於建築的信念與堅持。